# Merigomish Harbour 31
Merigomish Harbour 31 är ett reservat i Kanada.   Det ligger i provinsen Nova Scotia, i den östra delen av landet, 1 000 km öster om huvudstaden Ottawa.
I omgivningarna runt Merigomish Harbour 31 växer i huvudsak blandskog. Runt Merigomish Harbour 31 är det mycket glesbefolkat, med 6 invånare per kvadratkilometer.